# Trachypithecus germaini
Trachypithecus germaini är en primat i familjen markattartade apor som förekommer i Sydostasien.

## Utbredning och habitat
Artens utbredningsområde sträcker sig från södra Myanmar över centrala Thailand, södra Laos och Kambodja till södra Vietnam. Den vistas vanligen i låglandet i olika slags skogar, ofta nära vattendrag.

## Taxonomi
Populationen räknades tidigare till arten Trachypithecus cristatus men godkänns i nyare taxonomiska avhandlingar som självständig art. 1909 beskrev Elliot ytterligare en art, Trachypithecus margarita, som lever öster om Mekongfloden. Den betraktas av standardverket Mammal Species of the World och IUCN som synonym till Trachypithecus germaini.
Wilson & Reeder (2005) listar två underarter.
- T. g. germaini
- T. g. caudalis

## Utseende
Individerna når en kroppslängd (huvud och bål) av 49 till 59 cm och en svanslängd av 72 till 84 cm. Pälsen har på ryggen en mörkgrå färg och buken är något ljusare. Kännetecknande är svarta händer, fötter och den svarta svansroten. Även ansiktet är svart och inramat av långa ljusgråa hår.

## Ekologi
Levnadssättet är föga känt. Det antas att arten har samma beteende som andra medlemmar av släktet Trachypithecus. Den borde alltså främst vistas i växtligheten och äta blad samt några få frukter och blommor. Liknande arter lever i små grupper som ledas av en alfahanne.

## Hot och status
Trachypithecus germaini jagas för köttets och andra kroppsdelars skull som används i den traditionella asiatiska medicinen. Några ungar fångas för att hålla de som sällskapsdjur. Även skogarnas omvandling till jordbruksmark är ett hot. IUCN uppskattar att beståndet minskade med 50 procent under de senaste 36 åren (tre generationer) och listar arten som starkt hotad (EN).